# 長田賢一
長田 賢一（おさだ けんいち）は、日本の空道家。国際空道連盟大道塾  二代目塾長。 大道塾仙台西支部支部長、武心學舘 長田道場師範。国際空道連盟大道塾 七段。国際空道連盟S級審判員。
東北学院大学経済学部卒。

## 来歴
中学時代に東孝率いる極真会館宮城支部へ入門し、空手を始める。
宮城県仙台南高等学校時代は陸上競技部で砲丸投の選手としても活躍していた。
また、当時不良5人に絡まれ駅裏に消えたが、程なくして一人悠然と戻ってきたという逸話がある。
当時の陸上部の部室には135kg分のプレート（バーベルの重り）しかなかった為、長田がベンチプレスをする時はプレートが全て無くなり他の部員が迷惑をしていた。
しかし、その肉体はベンチプレスによって鍛えられる大胸筋などよりも、むしろヒッティングマッスルと呼ばれる広背筋が特異な発達を見せていた。最も効果を感じたトレーニングはハイクリーンだったと語っている。
また高校時代、毎朝実家の近くの公園でトレーニングをしていた。袋に土を詰め鉄棒に吊るして、お手製のサンドバッグをつくりトレーニングをするのが日課であった。
ある冬の朝、サンドバッグが凍っておりそれを知らずいきなり正拳で叩き拳を痛めている。お手製のサンドバッグはその後、警察官に注意され、自ら撤去することとなる。
1981年、東が極真会館を離脱し、宮城県仙台市に「空手道大道塾」を設立。それに伴い、自らも大道塾に移籍した。
伸びのある右正拳突き（右ストレート）を主武器に、打蹴にバランスの取れた攻撃で対戦相手を次々にマットに沈め、1984年から1989年にかけ、北斗旗全日本大会を6度も制した。その圧倒的なKO（一本勝ち）率の高さにより「ヒットマン」と呼ばれた。
大道塾では選手の安全のため、ポリカーボネート製のスーパーセーフという面を顔面に装着して試合をするが、強烈な破壊力を誇った右ストレートは、対戦相手のスーパーセーフを破壊するという“事件”まで引き起こした逸話を持つ。
1987年4月には、空手家としては初めて、タイの国技ムエタイのウエルター級チャンピオンと対戦。急なマッチメイクにもかかわらず1Rに王者・ラクチャート・ソーパサドポンからダウンを奪うも、ノックアウト負けを喫する。しかし、その戦いは後に『牙の紋章』（夢枕獏著・祥伝社）として小説化された。
1988年、正道会館は自流派の大会でグローブ着用での顔面攻撃を導入、正道会館王者の佐竹雅昭は1990年6月にキックボクシングのリングに上がりKO勝利を収める。この頃から長田と佐竹は比較され対戦が期待される。長田はフルコンタクト空手最強を語る中で常に意識される存在であった。1991年には、フルコンタクト空手各流派強豪が一同に揃い、体重無差別、グローブによる顔面パンチあり、肘打ちあり、掴みありの完全決着ルールで日本一を決める空手大会「トーワ杯」が企画され、その舞台での実力証明をファンとマスコミは期待したが大道塾は静観。1992年3月開催の格闘技オリンピックに大道塾の参戦が決まり、長田の参戦をファンは望んだが、大道塾の枠が１人だった事と、長田は復帰戦に向け92年4月からオランダ武者修行が決まっていたため実現はしなかった。

1992年7月、満を持しての復帰戦で、ムエタイ相手に顔面有りのパイオニアとしてのプライドを見せ、11月の北斗旗全日本無差別では3年ぶりの出場ながらの優勝と実力健在を証明し現役を引退。表舞台から姿を消し裏方に徹していた。

1994年、リーグラグビー7人制の日本代表としてワールドカップ出場。

1999年4月2日に告示された仙台市議選挙に泉選挙区で立候補して落選。

2021年3月14日、大道塾運営会議を経て承認され、同年4月12日、国際空道連盟 大道塾の新塾長の就任が発表された。

## 主な戦績

### 北斗旗
- 1984年、87年、89年北斗旗全日本体重別選手権大会重量級 優勝[6]
- 1985年、86年、89年、92年北斗旗全日本無差別選手権大会 優勝[7]

### ムエタイ
| キックボクシング 戦績 | キックボクシング 戦績 | キックボクシング 戦績 | キックボクシング 戦績 | キックボクシング 戦績 | キックボクシング 戦績 | キックボクシング 戦績 |
| --------------------- | --------------------- | --------------------- | --------------------- | --------------------- | --------------------- | --------------------- |
| 2 試合                | (T)KO                 | 判定                  | その他                | 引き分け              | 無効試合              |                       |
| 0 勝                  | 0                     | 0                     | 0                     | 1                     |                       |                       |
| 1 敗                  | 1                     | 0                     | 0                     | 1                     |                       |                       |

| 勝敗 | 対戦相手                     | 試合結果           | 大会名               | 開催年月日    |
| △    | ポータイ・チョーワイクン     | 3分5R終了 引き分け | THE WARS 7.7         | 1992年7月7日  |
| ×    | ラクチャート・ソーパサドポン | 2R KO（右ヒジ）    | ルンピニースタジアム | 1987年4月24日 |